# Lapsus
Un lapsus est une erreur commise en parlant (lapsus linguae), en écrivant (lapsus calami ou lapsus scriptae), que cela soit à la main ou au clavier (on dit parfois alors lapsus clavis), en lisant, que cela soit à voix haute ou mentalement (lapsus lectionis), par la mémoire (lapsus memoriae), par l’écoute (lapsus auditionis) ou encore par les gestes (lapsus gestuel ou lapsus manus) et qui consiste pour une personne à exprimer autre chose que ce qu’elle avait prévu d’exprimer. C'est, au point de vue linguistique, substituer une forme à une autre.

## Étymologie
Le nom latin lapsus, us, m. "glissade" apparenté au verbe labor qui signifie « trébucher, glisser » puis « commettre une erreur ».

## Histoire
Au XIXe siècle, des criminologues, des linguistes, des psychologues publient sur les lapsus comme lien entre erreur de langage et « pensée dissimulée ».
En 1880, Hans Gross donne des exemples de lapsus et d'actes manqués.
En 1895, Rudolf Meringer et le linguiste Karl Mayer publient un livre sur les lapsus.

## Approche psychanalytique
Freud voit dans le lapsus un symptôme important de l'émergence de désirs inconscients. La vulgarisation de la psychanalyse freudienne assure le succès du mot depuis.
Pour la théorie freudienne, le sentiment de honte ou de malaise qui peut survenir après un lapsus est significatif de ce que l'inconscient s'est manifesté en déjouant les barrières de notre censeur interne ou Surmoi. En général ce malaise est passager et l'humour permet de le surmonter sans problème. En effet, selon cette approche, nous ne sommes pas responsables de nos pensées. Elles nous viennent de l'inconscient et si nous sommes responsables de nos paroles comme de nos actes, on ne peut pas considérer comme responsable de son propos quelqu'un qui exprime une pensée « involontaire ». On parle de « lapsus révélateur ».

### La mécanique inconsciente du lapsus
C'est en 1901 dans Psychopathologie de la vie quotidienne que Sigmund Freud détaille le plus précisément le fonctionnement du lapsus tel qu'il le  comprend. Dans cet ouvrage il traite également de plusieurs manifestations de l'inconscient dans notre vie courante comme la question de l'oubli des noms propres ou des noms communs, des questions liées aux souvenirs d'enfance ainsi que des oublis ou des actes manqués.
En ce qui concerne les lapsus, qu'il s'agisse du lapsus linguae (chapitre 5) ou  du lapsus calami (chapitre 6), Freud précise clairement que ces deux types de lapsus sont de même nature et que le mécanisme qui explique les premiers est le même que celui qui rend compte des seconds.
Comme dans beaucoup de ses ouvrages Freud passe en revue les solutions qui ont été proposées avant lui pour expliquer un phénomène qu'il n'avait pas été le premier à relever puisque les lapsus sont probablement aussi anciens que le langage lui-même. Une des explications qui était en vogue à l'époque de Freud était que les lapsus proviendraient d'une sorte de « contamination » mécanique des sons entre eux. Il évoque notamment l'ouvrage de Wilhelm Wundt la Psychologie des peuples qui reconnait dans le lapsus la possibilité de certaines influences psychiques, notamment par un processus d'association agissant de deux façons :
- Il y  aurait  tout d'abord une condition positive qui « consiste dans la production libre et spontanée d'associations tonales et verbales provoquées par les sons énoncés » ;
- Et d'autre part « une condition négative, qui consiste dans la suppression ou dans le relâchement du contrôle de la volonté et de l'attention ».

Freud amplifie les remarques de Wundt et fait remarquer que « le facteur positif, favorisant le lapsus, c'est-à-dire le libre déroulement des associations, et le facteur négatif, c’est-à-dire le relâchement de l'action inhibitrice de l'attention agissent presque toujours simultanément, de sorte que ces deux facteurs représentent deux conditions, également indispensables, d'un seul et même processus. » Autrement dit c'est parce que le relâchement de l'action inhibitrice a eu lieu que le libre déroulement des associations peut avoir lieu.
Pour Freud les lapsus ne sont donc pas une simple contamination sonore mais trouvent leur origine dans « une source en dehors du discours » et que « [c]et élément perturbateur est constitué soit par une idée unique, restée inconsciente, mais qui se manifeste par le lapsus et ne peut, le plus souvent, être amenée à la conscience qu'à la suite d'une analyse approfondie, soit par un mobile psychique plus général qui s'oppose à tout l'ensemble du discours. »

## Approche cognitive
Le lapsus envisagé du point de vue cognitiviste ne contient pas un sens caché ou un désir inconscient, mais tout simplement un phénomène énonciatif complexe ou une erreur de production lexicale.
En effet, différentes techniques de collecte des erreurs de production existent: les erreurs peuvent être recueillies lorsqu’elles surviennent spontanément lors de la production de discours ou elles peuvent être induites expérimentalement . Les erreurs peuvent être induites en provoquant expérimentalement des lapsus ou en demandant aux participants de produire sous pression temporelle.

### Expérience d’induction expérimentale de lapsus
Pour illustrer la technique d’induction expérimentale de lapsus, considérons une expérience . Des participants de langue anglaise devaient lire silencieusement des paires de mots présentées sur un écran (« mots amorces »). Pendant la présentation des essais, un signal était soudainement présenté. Les participants devaient alors produire à voix haute une paire de mots « cibles ». La présentation successive des paires de mots amorces avait pour but d’induire une erreur de production à l’oral de la paire cible. 
Les auteurs ont observé que, dans 30 % des cas, des erreurs correspondant à des échanges se produisent ; par exemple l'homophonie (barn door est produite au lieu de darn bore).

## Les types de lapsus
- Lapsus linguae : il est commis en parlant ;
- Lapsus calami ou Lapsus scriptae : commis en écrivant ;
- Lapsus clavis : commis en tapant au clavier;
- Lapsus lectionis : se commet en lisant, aussi bien à voix haute que mentalement lors de la lecture silencieuse ;
- Lapsus memoriae : trou ou modification de la mémoire.
- Lapsus auditionis : lapsus auditif.
- Lapsus manus : lapsus gestuel.

Bien que cela demeure absolument un lapsus de l'écriture, et donc bien un lapsus calami, des néologismes ont été proposés pour désigner spécifiquement le lapsus de l'écriture dactylographiée. Ainsi la création néo-latine lapsus clavis.
Bien que seulement évoqué et moins étudié que d'autres par Freud, il est aussi fait mention dans son Introduction à la psychanalyse et dans ses Conférences d’introduction à la psychanalyse, du lapsus auditif, traduisant spécifiquement l'allemand Verhören (généralement : "interrogatoire").

## Exemples de lapsus
Voici deux exemples empruntés à un psychanalyste, W. Stekel :
- « Un professeur dit dans sa leçon inaugurale : "Je ne suis pas disposé à apprécier les mérites de mon éminent prédécesseur". Il voulait dire : " je ne me reconnais pas une autorité suffisante…" » « geeignet », au lieu de « geneigt ».

- « Au cours d'une orageuse assemblée générale, le Dr Stekel propose : "Abordons maintenant le quatrième point de l'ordre du jour." C'est du moins ce qu'il voulait dire ; mais, gagné par l'atmosphère orageuse de la réunion, il  employa, à la place du mot " abordons " (schreiten), le mot " combattons " (streiten)».

Le journaliste Jacques Alba, en juin 1963, voulant annoncer le décès du souverain pontife Jean XXIII, annonça tout d'abord « Le pope est mart », puis, se reprenant, « Oui ! Le Saint-Mère est port. »
D'autres exemples dans le langage médiatique de personnages publics, par exemple de responsables politiques :
- En 1975, un lapsus fameux fut commis à l'Assemblée nationale par le député Robert-André Vivien, s'adressant à ses collègues à propos d'une loi sur la pornographie et les invitant à « durcir leur sexe » alors qu'il voulait dire « durcir leur texte ».
- Le 14 octobre 1992, Pierre Bérégovoy dit lors d'un discours à l'Assemblée « Nous avons aussi décidé de baiser… de baisser l’impôt sur les sociétés, excusez-moi… »[11].
- En 2002, Lionel Jospin appela Roselyne Bachelot "Monsieur"[12]
- Le 29 mars 2006, le Premier ministre français Dominique de Villepin, dont l'avenir à ce poste est alors jugé incertain depuis plusieurs semaines par une partie de la classe politique, recommande, dans une intervention à l'Assemblée nationale, d'attendre la « démission » (au lieu de la « décision ») du Conseil constitutionnel sur le contrat première embauche (CPE)[13].
- Le 26 juillet 2007, Ophélie Fontana, présentatrice du journal télévisé de la RTBF, annonça que le roi Albert II avait été opéré d'une fracture du col de l'utérus avant de se reprendre et de parler du col du fémur[14].
- Le 6 juin 2009, au cours du 65e anniversaire du débarquement en Normandie, en présence de Barack Obama, Gordon Brown prononça « Obama Beach » au lieu de « Omaha Beach ».
- Le 8 juillet 2009, Bernard Kouchner, ministre français des Affaires étrangères, interrogé sur France Info sur la répression chinoise du mouvement autonomiste ouïghour, manifestement peu à l'aise sur ce sujet, répond en parlant des « Ouïghourts », entendu par certains comme « yogourts »[15]. Il n'est cependant pas évident de déterminer s'il s'agit d'un lapsus ou d'une ignorance du ministre.
- Le 26 septembre 2010, Rachida Dati prononce lors d'une émission de télévision le mot « fellation » en voulant parler d'inflation[16].
- Le 17 octobre 2010, Brice Hortefeux, interrogé au cours d'une émission radiophonique sur les fichiers, cite les empreintes génitales en voulant dire génétiques.
- Le 18 janvier 2011, Nicolas Sarkozy prononce Allemagne au lieu d’Alsace – avant de se reprendre immédiatement – lors de la présentation de ses vœux au monde rural, à Truchtersheim dans le Bas-Rhin[17].
- Le 1er avril 2011, Dati prononce lors d'une interview sur LCI le mot gode en voulant parler d'un « code des bonnes pratiques »[18].
- Le 13 avril 2011, le Premier ministre François Fillon prononce lors d'une séance Questions au gouvernement « gaz de shit » au lieu de « gaz de schiste » [19]
- Le 3 septembre 2012, évoquant l'instauration d'un enseignement de la morale laïque à l'école, Vincent Peillon prononce : "Les dieux sont liés", au lieu de "Les deux sont liés" [20]
- Le 11 septembre 2012, le président de l'Assemblée, Claude Bartolone, évoquant la désignation du premier secrétaire du PS, prononce : « Je vais essayer d’être conforme au rôle qui est le mien. Je ne vais pas, en tant que président de la République… heu… président de l’Assemblée… Comme quoi, on a tous des ambitions, Freud est partout ! »[21].
- Le 10 octobre 2012, François Hollande déclare : « La Banque centrale a organisé un mode d’intervention permettant de comploter… de compléter le dispositif. » [22]
- Le 5 février 2014, Manuel Valls déclare, alors qu'il défend dans une émission de télévision son activisme à propos de l'affaire Dieudonné : « Si c'était à refaire, je ne le referais pas » Avant de se reprendre  : « Si c'était à refaire, je le referais 1 000 fois. »[23]
- Le 29 mars 2015, Béji Caid Essebsi déclare au président Hollande : « Je souhaite remercier le Président de la République française, Monsieur François Mitterrand… heu… Monsieur François Hollande. Excuse-moi cher ami, parce que j'ai connu celui de mon âge. »
- Le 5 septembre 2015, Nicolas Sarkozy, lors d'un discours à l'université d'été du parti Les Républicains, à La Baule, dit : « La France, de toute éternité, a toujours été du côté des opprimés et toujours été du côté des dictateurs, toujours été du côté de celui qui était jeté en prison parce qu'il croyait dans ses idées. »[24]
- Le 19 septembre 2017, alors qu'il s'adressait à la communauté française de New York, Emmanuel Macron a confondu État de droit et état d'urgence[25].
- Le 10 mars 2018, lors du discours pour le lancement officiel du comité d’organisation de la Coupe du monde de rugby 2023, Édouard Philippe a déclaré que « la France est une nation qui veut continuer à sucer… » Avant de se reprendre : « continuer à susciter des grands champions »[26].
- Le 18 juin 2019, le ministre du Travail, Muriel Pénicaud, propose sa réforme du versement des allocations chômage en affirmant devant l'Assemblée nationale être « contre le chômage et pour la précarité » [27].
- Le 9 novembre 2021, Gilles Bouleau, présentateur du Journal de 20 heures de TF1, confond « port du masque obligatoire » avec « port du voile obligatoire » à la suite d'une annonce du président Macron concernant la crise sanitaire de COVID-19 en France[28].
- Le 18 mai 2022, l'ancien président des États-Unis, George W. Bush, commet un lapsus en qualifiant l'invasion de l'Irak de « brutale » et d'« injustifiée » avant de 9 novembre 2021se ressaisir et d'expliquer qu'il voulait parler de l'invasion russe de l'Ukraine[29]. Comme un aveu, il poursuit alors son discours en indiquant « de l'Irak aussi… bref ! »[30].
- Le 4 février 2024, le président des États-Unis Joe Biden, en campagne pour sa réélection parle lors d'un discours avoir rencontré en 2021 « Mitterrand, d’Allemagne — je veux dire, de France — » au lieu d'Emmanuel Macron[31].
- Le 11 juillet 2024, Joe Biden parle du « président Poutine », président de la fédération de Russie au lieu de Volodymyr Zelensky, président de l'Ukraine alors que les deux pays sont en guerre, avant de se reprendre (« Pardon, il va battre Poutine ! »)[32]. Il parle ensuite du « vice-président Trump » au lieu de Kamala Harris, alors que les deux sont candidat à sa succession[33].
- Le 28 novembre 2024, Anne Hidalgo, maire de Paris appelle Rémi Féraud Emmanuel Grégoire, deux de ses potentiels successeurs qui visent l'investiture socialiste[34].